# Vratislav Gajdoš
Vratislav Gajdoš (* 13. ledna 1986, Nitra) je slovenský fotbalista, záložník, v současnosti působící v OFK Veľký Lapáš.

## Fotbalová kariéra
Svoji fotbalovou kariéru začal v FC Nitra. Mezi jeho další kluby patří: ŠK Slovan Bratislava, FC Artmedia Petržalka, FK Dukla Banská Bystrica, FK Senica a OFK Veľký Lapáš.
V červenci 2013 byl na testech v ázerbájdžánském klubu Ravan Baku FK, ale na angažmá nedošlo.